# Mochowo
Mochowo is een dorp in het Poolse woiwodschap Mazovië, in het district Sierpecki. De plaats maakt deel uit van de gemeente Mochowo en telt 310 inwoners.